# Raggruppamento per la Repubblica
Il Raggruppamento per la Repubblica (in francese Rassemblement pour la République, RPR) è stato un partito politico francese di ispirazione neogollista. Fondato nel 1976 come prosecutore dell'Unione dei Democratici per la Repubblica, nel 2002 è confluito nell'Unione per un Movimento Popolare.

## Storia

### 1976-1981: La difesa dell'identità gollista e l'opposizione a Giscard d'Estaing

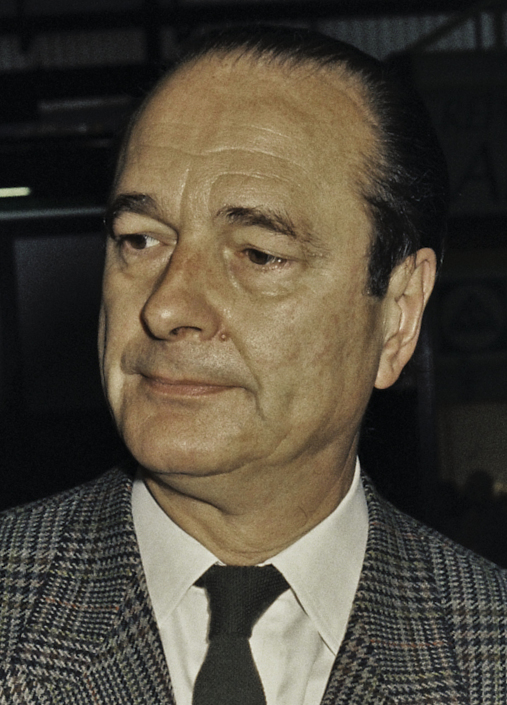
Jacques Chirac, fondatore e più longevo presidente del partito (1976–1994) per ben 18 anni

Nel 1974 la divisione del movimento gollista, che candidò Jacques Chaban-Delmas, permise l'elezione alla Presidenza della Repubblica francese Valéry Giscard d'Estaing, europeista ed orleanista, il primo capo di Stato non gollista della Quinta Repubblica. Il una parte del Partito Gollista rimase comunque in maggioranza, con Jacques Chirac Primo Ministro. Questi però nell'agosto del 1976 si dimise con l'idea di creare un nuovo partito gollista, il  Raggruppamento per la Repubblica, che fondò il 5 dicembre del 1976.
Il partito nasceva dalle ceneri del partito gollista Unione dei Democratici per la Repubblica, nata nel 1967 con il nome di Unione Democratica per la V Repubblica, poi detta Unione per la difesa della Repubblica, dalla fusione tra l'Unione per la Nuova Repubblica (i gollisti di destra, nata dai Repubblicani sociali), e l'Unione Democratica del Lavoro (gollisti di sinistra, che aveva raccolto i gollisti vicini alle posizioni economiche del Partito Socialista e favorevoli all'indipendenza dell'Algeria). Il Raggruppamento era sostenitore di una politica fondata sul rispetto intransigente della sovranità del popolo e dell'indipendenza nazionale, della libertà, della responsabilità e della dignità dell'uomo.
Il RPR continuò a sostenere il governo di Giscard d'Estaing, ma con critiche al Primo Ministro Raymond Barre. La prima rottura tra gollisti e centristi arrivò con l'elezione di Chirac a sindaco di Parigi nel 1977, dove si era candidato in concorrenza con Michel d'Ornano, sostenuto dai giscardiani.
Alle elezioni politiche del 1978 l'RPR ottenne il 23% dei consensi, calando del 13% rispetto ai consensi dell'UDR. Il forte calo fu dovuto all'affermazione dell'UDF (23,9%), partito di centro-destra che raccoglieva l'esperienza del Centro dei Democratici Sociali di Jean Lecanuet, dei Partito Repubblicano di Valéry Giscard d'Estaing, del Partito Radicale storico e di alcune formazioni minori liberali.

### 1981-1995: l'opposizione a Mitterrand e l'abbandono del vecchio gollismo
Alle politiche del 1981 l'RPR scese al 21,2%, dimezzando i seggi da 153 ad 88. Il calo fu dovuto alla divisioni con l'UDF in sede locale ed al sistema elettorale maggioritario uninominale a due turni. Il partito si oppose con energia alla politica delle nazionalizzazioni di Mitterrand e del governo di sinistra. Infatti, visti gli enormi successi elettorali di Reagan negli Stati Uniti e della Thatcher nel Regno Unito, il Raggruppamento abbandonò la dottrina gollista tradizionale e si dichiarò contrario all'intervento dello stato nell'economia. Al congresso del 1983 fu stabilito un nuovo programma politico: liberalismo in economia e la costruzione dell'Europa, accettando la sua sovranazionalità. Questo cambiamento portò ad un riavvicinamento tra RPR e UDF, che presentarono una lista comune alle elezioni europee del 1984 e poi alla legislative del 1986.
Alle politiche del 1986 il presidente François Mitterrand, anche per evitare una troppo pesante sconfitta dei socialisti, volle l'introduzione del sistema elettorale proporzionale. Il nuovo sistema elettorale, però, favorì i moderati ed i gollisti; il RPR infatti salì al 27% dei voti e da 53 seggi a 150, potendo così formare un governo insieme all'UDF. Si formò quindi la coabitazione: presidente della Repubblica socialista e governo di centro-destra. Il primo ministro fu Jacques Chirac, che iniziò una politica economica liberista, vendendo alcune società pubbliche; il suo ministro degli Interni Charles Pasqua adottò vari provvedimenti per diminuire l'immigrazione. Chirac fu candidato alle presidenziali del 1988, dove però fu sconfitto da Mitterrand.
Date le difficoltà dell'esecutivo di centro-destra, Mitterrand sciolse le Camere lo stesso anno, quindi dopo appena due anni di legislatura. Alle politiche del 1988 l'RPR scese al 19,2% dei voti ed a 127 seggi, passando all'opposizione; la leadership di Chirac fu messa in discussione da giovani politici che intendevano tornare al gollismo.
Ormai reintrodotto il maggioritario, alle politiche del 1993 la coalizione RPR/UDF Unione per la Francia vinse le elezioni, ma Chirac rinunciò ad essere primo ministro e fu nominato Édouard Balladur, che promise di non candidarsi alle successive elezioni presidenziali. Successivamente però cambiò idea e decise di candidarsi contro Chirac, sostenuto ufficialmente dal RPR, mentre Balladur era sostenuto da alcuni settori del RPR e dall'UDF. La connotazione nettamente conservatrice della candidatura di Balladur indusse Chirac a impostare la sua campagna puntando sul sociale (la lotta alla fracture sociale), fortemente ispirata da Philippe Séguin.

### 1995-2002: RPR diventa il partito del Presidente
Nel 1995 Jacques Chirac venne eletto Presidente della Repubblica.
Alle politiche del 1997, i gollisti scesero al 15,7% e persero oltre 100 seggi, ritornando all'opposizione. Nel 2002 l'RPR confluì nell'Unione per un Movimento Popolare insieme a Partito radicale, Partito Popolare per la democrazia francese e Centro Nazionale degli Indipendenti e dei Contadini. L'UMP vinse le elezioni svoltesi nello stesso anno (33% dei voti), dando vita ad un governo monocolore. Alle presidenziali del 2002 Chirac giunse al ballottaggio con appena il 19% dei voti trovandosi contro, a sorpresa, non il socialista Lionel Jospin, ma il leader del Fronte Nazionale Jean-Marie Le Pen. Tutti i partiti francesi, compresi quelli di sinistra, pur di impedire l'affermazione di Le Pen, chiesero di sostenere Chirac che fu rieletto con l'82% dei voti.

## Scissioni
- 1999 – Raggruppamento per la Francia

## Struttura

### Presidenti
| N° | Ritratto | Presidente                   | Inizio | Fine | Note |
| -- | -------- | ---------------------------- | ------ | ---- | --- |
| 1  |          | Jacques Chirac (1932–2019)   | 1976   | 1994 | Sindaco di Parigi dal 1977 al 1995, Primo ministro dal 1974 al 1976 e dal 1986 al 1988, presidente della Repubblica dal 1995 al 2007. |
| 2  |          | Alain Juppé (1945–)          | 1994   | 1997 | Sindaco di Bordeaux tra 1995 il 2019, Primo ministro dal 1995 al 1997.                                                                |
| 3  |          | Philippe Séguin (1943–2010)  | 1997   | 1999 | Sindaco di Épinal dal 1983 al 1997, presidente dell'Assemblea nazionale dal 1993 al 1997.                                             |
| –  |          | Nicolas Sarkozy (1955–)      | 1999   | 1999 | Sindaco di Neuilly-sur-Seine dal 1983 al 2002, presidente della Repubblica dal 2007 al 2012.                                          |
| 4  |          | Michèle Alliot-Marie (1945–) | 1999   | 2002 | Sindaco di Saint-Jean-de-Luz dal 1995 al 2002.                                                                                        |
| –  |          | Serge Lepeltier (1953–)      | 2002   | 2002 | Sindaco di Bourges tra il 1995 e il 2014.                                                                                             |

### Segretari generali
- 1976–1979: Jérôme Monod
- 1979–1979: Alain Devaquet
- 1979–1984: Bernard Pons
- 1984–1988: Jacques Toubon
- 1988–1995: Alain Juppé
- 1995–1997: Jean-François Mancel
- 1997–1999: Nicolas Sarkozy
- 1999–2001: Adrien Gouteyron
- 2001–2002: Serge Lepeltier

### Presidenti dei gruppi parlamentari

#### Assemblea nazionale
- 1976–1986: Claude Labbé
- 1986–1988: Pierre Messmer
- 1988–1995: Bernard Pons
- 1995–1997: Michel Péricard
- 1997–1997: Philippe Séguin
- 1997–2002: Jean-Louis Debré

#### Senato
- 1976–1978: Pierre Carous
- 1978–1981: Marc Jacquet
- 1981–1986: Charles Pasqua
- 1986–1988: Roger Romani
- 1988–1993: Charles Pasqua
- 1993–2002: Josselin de Rohan

## Nelle istituzioni

### Presidente della Repubblica
- 1995–2007: Jacques Chirac (eletto con il sostegno dell'RPR nel 1995 e nel 2002)

### Primi ministri
- 1986–1988: Jacques Chirac
- 1993–1995: Édouard Balladur
- 1995–1997: Alain Juppé

### Ministri
"Questo elenco comprende solo i ministri, non i segretari di Stato e i ministri delegati".
Governo Barre I (1976–1977)
5 ministri dell'RPR su 16 ministeri (compreso 1 ministro di Stato su 3):
- Giustizia (ministro di Stato): Olivier Guichard
- Difesa: Yvon Bourges
- Cooperazione: Robert Galley
- Rapporti con il Parlamento: Robert Boulin
- Qualità della vita: Vincent Ansquer

Governo Barre II (1977–1978)
3 ministri dell'RPR su 13 poi 14 ministeri:
- Giustizia: Alain Peyrefitte
- Difesa: Yvon Bourges
- Cooperazione: Robert Galley

Governo Barre III (1978–1981)
7 poi 6 poi 5 ministri dell'RPR su 19 poi 18 poi 17 ministeri:
- Giustizia: Alain Peyrefitte
- Difesa:
  - Yvon Bourges (1978–1980)
  - Joël Le Theule (1980, morto nel dicembre 1980)
  - Robert Galley (1980–1981)
- Lavoro e partecipazione: Robert Boulin (1978–1979, morto nell'ottobre 1979)
- Cooperazione: Robert Galley
- Bilancio: Maurice Papon
- Trasporti: Joël Le Theule (1978–1980)
- Commercio estero: Michel Cointat (1980–1981)
- Cultura e comunicazione: Jean-Philippe Lecat (1978 – marzo 1981)

Governo Chirac II (1986–1988)
Oltre al Primo ministro, 6 ministri dell'RPR su 14 ministeri (compreso l'unico ministro di Stato):
- Economia, finanze e privatizzazione (ministro di Stato): Édouard Balladur
- Giustizia: Albin Chalandon
- Interno: Charles Pasqua
- DOM-TOM: Bernard Pons
- Affari sociali e occupazione: Philippe Séguin
- Cooperazione: Michel Aurillac

Governo Balladur (1993–1995)
Oltre al Primo ministro, 11 poi 10 ministri dell'RPR su 23 poi 22 ministeri (incluso 1 dei 4 ministri di Stato):
- Interno e sviluppo del territorio (ministro di Stato): Charles Pasqua
- Affari esteri: Alain Juppé
- Lavoro, occupazione e formazione professionale: Michel Giraud
- Cultura e francofonia: Jacques Toubon
- Bilancio (portavoce fino al gennaio 1995): Nicolas Sarkozy
- Istruzione superiore e ricerca: François Fillon
- Ambiente: Michel Barnier
- Cooperazione:
  - Michel Roussin (1993–1994)
  - Bernard Debré (1994–1995)
- DOM-TOM: Dominique Perben
- Gioventù e sport: Michèle Alliot-Marie
- Comunicazioni:
  - Alain Carignon (1993–1994)
  - Nicolas Sarkozy (1994–1995)

Governo Juppé I (maggio – novembre 1995)
Oltre al Primo ministro, 13 ministri dell'RPR su 26 ministeri:
- Giustizia: Jacques Toubon
- Sviluppo del territorio, infrastrutture e trasporti: Bernard Pons
- Interno: Jean-Louis Debré
- Rapporti con il Parlamento: Roger Romani
- Sanità pubblica e assicurazione sanitaria: Élisabeth Hubert
- Integrazione e lotta all'esclusione: Éric Raoult
- Solidarietà tra generazioni: Colette Codaccioni
- Alloggio: Pierre-André Périssol
- Tecnologie dell'informazione e poste: François Fillon
- Oltremare: Jean-Jacques de Peretti
- Gioventù e sport: Guy Drut
- Turismo: Françoise de Panafieu
- Veterani e vittime di guerra: Pierre Pasquini

Governo Juppé II (1995–1997)
Oltre al Primo ministro, 6 ministri dell'RPR su 16 ministeri:
- Giustizia: Jacques Toubon
- Alloggi, trasporti e turismo: Bernard Pons
- Interno: Jean-Louis Debré
- Rapporti con il Parlamento: Roger Romani
- Industria, poste e telecomunicazioni: Franck Borotra
- Funzione pubblica, riforma dello Stato e decentramento: Dominique Perben

Governo Raffarin I e II (maggio – novembre 2002)
9 ministri dell'RPR su 15 ministeri:
- Interno, sicurezza interna e libertà locali: Nicolas Sarkozy
- Affari sociali, lavoro e solidarietà: François Fillon
- Giustizia: Dominique Perben
- Affari esteri, cooperazione e francofonia: Dominique de Villepin
- Difesa e veterani: Michèle Alliot-Marie
- Ecologia e sviluppo sostenibile: Roselyne Bachelot
- Agricoltura, alimentazione, pesca e affari rurali: Hervé Gaymard
- Cultura e comunicazione: Jean-Jacques Aillagon
- Funzione pubblica, riforma dello Stato e sviluppo del territorio: Jean-Paul Delevoye

### Presidenti del Senato
- 1998–2002:[2] Christian Poncelet

### Presidenti dell'Assemblea nazionale
- 1976–1978: Edgar Faure
- 1978–1981; 1986-1988: Jacques Chaban-Delmas
- 1993–1997: Philippe Séguin
- 2002–2007: Jean-Louis Debré

## Risultati elettorali

### Presidente della Repubblica
| Anno | Candidato      | Voti 1º turno | % 1º turno | Voti 2º turno | % 2º turno | Risultato  |
| ---- | -------------- | ------------- | ---------- | ------------- | ---------- | ---------- |
| 1981 | Jacques Chirac | 5 225 848     | 18,00%     | -             | -          | -          |
| 1988 | Jacques Chirac | 6.075.160     | 19,96%     | 14.218.970    | 45,98%     | non eletto |
| 1995 | Jacques Chirac | 6.348.696     | 20,84%     | 15.763.027    | 52,64%     | eletto     |
| 2002 | Jacques Chirac | 5 665 855     | 19,88%     | 25 540 873    | 82,21%     | eletto     |

### Assemblea nazionale
| Anno | Voti 1º turno | % 1º turno | Voti 2º turno | % 2º turno | Seggi |    |
| ---- | ------------- | ---------- | ------------- | ---------- | ----- | -- |
| 1978 | 6,462,462     | 22.62      | 6,651,756     | 26.11      | 150   |    |
| 1981 | 5,231,269     | 20.81      | 4,174,302     | 22.35      | 85    |    |
| 1986 | Lista RPR-UDF | 6,008,612  | 21.44         | -          | -     | 73 |
| RPR  | 3,143,224     | 11.22      | -             | -          | 76    |    |
| 1988 | 4,687,047     | 19.19      | 4,688,493     | 23.09      | 126   |    |
| 1993 | 5,032,496     | 20.08      | 5,741,629     | 28.99      | 242   |    |
| 1997 | 3,983,257     | 15.65      | 5,714,354     | 22.46      | 139   |    |

### Parlamento europeo
| Anno | Lista   | Voti      | %     | Seggi | Gruppo                                                         |
| ---- | ------- | --------- | ----- | ----- | -------------------------------------------------------------- |
| 1979 | DIFE    | -         | 16,31 | 15    | Gruppo dei Democratici Progressisti Europei                    |
| 1984 | RPR-UDF | 8.683.596 | 43,02 | 20    | Gruppo dell'Alleanza Democratica Europea                       |
| 1989 | RPR-UDF | 5.242.038 | 28.8% | 13    | Gruppo dell'Alleanza Democratica Europea                       |
| 1994 | RPR-UDF | 4.985.574 | 25.7  | 28    | Gruppo dell'Alleanza Democratica Europea / Unione per l'Europa |
| 1999 | RPR-DL  | 2,263,476 | 12.82 | 8     | Gruppo del Partito Popolare Europeo e dei Democratici Europei  |